# ديفيد سلون (لاعب كرة قدم)
ديفيد سلون (بالإنجليزية: David Sloan)‏ هو لاعب كرة قدم بريطاني في مركز الوسط، ولد في 28 أكتوبر 1941 في ليسبورن في المملكة المتحدة، وتوفي في 4 فبراير 2016. شارك مع منتخب أيرلندا الشمالية لكرة القدم. أما مع النوادي، فقد لعب مع أكسفورد يونايتد وسكونثورب يونايتد ونادي والسول.

## وصلات خارجية
- ديفيد سلون على موقع قاعدة بيانات كرة القدم.إي يو (الإنجليزية)
- ديفيد سلون على موقع ناشيونال فوتبول تيمز (الإنجليزية)